# خلیستوویتسه
خلیستوویتسه (به چکی: Chlístovice) یک منطقهٔ مسکونی در جمهوری چک است که در ناحیه کوتنا هورا واقع شده‌است. خلیستوویتسه ۷۴۴ نفر جمعیت دارد و ۳۹۲ متر بالاتر از سطح دریا واقع شده‌است.